# Phú Hồ
Phú Hồ là một xã thuộc thành phố Huế, Việt Nam.
Xã có diện tích 9,62 km², dân số năm 1999 là 4.618 người, mật độ dân số đạt 480 người/km².

## Hành chính
Từ ngày 07/12/2018, sau khi sáp nhập các thôn thì xã có 3 thôn:
1. Đồng Di (được sáp nhập từ 2 thôn Đồng Di Đông và Đồng Di Tây).
2. Sư Lỗ (được sáp nhập từ 2 thôn là Sư Lỗ Đông và Sư Lỗ Thượng).
3. Tây Hồ (được sáp nhập từ 4 thôn là Đông Đỗ, Trung An, Trung Chánh và Nam Dương).[4]